# Brunete mediática
La Brunete mediática, a veces acortado a La Brunete, es un término político y periodístico acuñado a finales de los años 1990 por destacados políticos nacionalistas vascos para describir el entorno mediático opuesto al nacionalismo vasco, aunque también sería utilizado posteriormente desde la izquierda para referirse a los medios afines al Partido Popular.
Este término va acompañado de acusaciones de violencia mediática. "Brunete" era el nombre de una división acorazada del Ejército que destacó por su participación en el intento de golpe de Estado del 23 de febrero de 1981. También remite a la batalla de Brunete durante la guerra civil española.

## Origen
Se atribuye la creación del término a dirigentes del nacionalismo vasco tales como Xabier Arzalluz e Iñaki Anasagasti en el contexto de una polémica entre la gran mayoría de los medios  españolistas y los medios y responsables políticos del nacionalismo vasco. La desconfianza entre ambos se había agravado durante el Pacto de Estella, según reconocen las partes: unos, por ver en el pacto una deriva independentista y violenta peligrosa; otros, por ver en los contrarios un frente mediático antinacionalismo vasco.
Así, algunos dirigentes del nacionalismo vasco, tanto radical como moderado, acuñaron contra la prensa españolista acusaciones de «violencia mediática» y de formar una «Brunete mediática» contra las ideas nacionalistas vascas. El jefe de prensa de EH-HB acusó a la prensa de Madrid de "manipular" la información. Xabier Arzalluz calificó al diario El Correo de «beligerante». Bajo el título de "Más de un centenar de periodistas hacen información según las directrices de Interior", la revista radical Ardi Beltza ("oveja negra") daba en su número de marzo/abril de 2001 los nombres de 41 profesionales de distintas ciudades de España a los que acusaba de trabajar para los servicios policiales o militares. Entre esos nombres figuraba el de Jesús María Zuloaga, víctima de un atentado fallido el 25 de abril.
El 7 de mayo de 1999, Arzalluz escribió en el periódico Deia:

«Los medios de comunicación están protagonizando un verdadero 18 de julio, sin cañones contra los vascos porque las guerras ya no son presentables. (...) Desde que firmamos el Pacto de Estella, los vascos tenemos que sufrir todos los días un tremendo linchamiento moral, la manipulación, el insulto de tantos periodistas mercenarios o sectarios, los de la Brunete mediática de Madrid que quieren amordazarnos. Ellos, blandiendo la libertad de expresión, pueden arrojar sobre nosotros, con nombre y apellido o siglas cualquier demasía».

En una entrevista a Iñaki Anasagasti de 2002 para el periódico La Vanguardia, este se atribuyó la autoría de la expresión:

-¿Se ha sentido fustigado?

-Me han llamado racista, fanático e imbécil.

-¿Quién ha sido?

-La “Brunete mediática”, término que acuñé para referirme a tertulias radiofónicas madrileñas empeñadas en disparar contra el nacionalismo vasco.